# Iglesia de Santa Maria di Piedigrotta
La Iglesia de Santa Maria di Piedigrotta es un templo católico de la ciudad de Nápoles, en Italia. La iglesia está ubicada en la zona de Piedigrotta (en español: «Al pie de la gruta»), cuyo nombre alude a su emplazamiento junto a una pared rocosa donde se abre un túnel de época romana, la Cripta Napolitana. La imagen titular es una talla de madera esculpida hacia 1320 o 1330, de estilo gótico y autor anónimo.
Además de la iglesia, el complejo monástico se compone del cenobio, de la farmacia, del campanario y del claustro.

## Historia
La iglesia se edificó en el siglo XIV en el sito de una preexistente iglesia del siglo V, dedicada a la Anunciación, donde ya se veneraba una imagen de madera de la Virgen. En sus inmediaciones se encontraba también la pequeña y antigua capilla de Santa Maria dell'Itria, nombre que derivaba de Odighitria, representación de la Virgen de origen bizantino muy común en el Sur de Italia.
Esta capilla fue construida sobre un antiguo sacelio del dios Príapo, citado en el Satiricón de Petronio. Ritos orgiásticos eróticos que se celebraban el mes de septiembre, con danzas y cantos obscenos rodeando la estatua del dios, anticiparon la actual fiesta de Piedigrotta. Descubrimientos arqueológicos revelan que en el área de la iglesia se practicaba también el culto de Mitra.
En 1453 el rey Alfonso V de Aragón le concedió la iglesia a los Canónigos lateranenses. La iglesia fue objeto de restauración varias veces (1520, 1820 y 1853). Anteriormente la entrada principal estaba colocada cerca del altar mayor, pero en 1506 se colocó en la fachada orientada hacia la ciudad. El interior se remodeló entre 1809 y 1824.

## Exterior
En 1853 Fernando II de Borbón encomendó al arquitecto Errico Alvino la actual fachada principal, en estilo neorrenacentista, que mezcla líneas renacentistas y góticas. El tímpano alberga un bajorrelieve de la Virgen en el centro, con Alfonso de Aragón de rodillas a la izquierda, Agustín de Hipona a la derecha y, de pie, el papa Nicolás V. Debajo del tímpano está grabado: DEIPARAE VIRGINI NASCENTI SACRUM.
La portada de nogal fue esculpida por Bernardo Manco en 1853 y alberga los Cuatro Evangelistas y los Santos Apóstolos Pedro y Pablo. En el arquitrabe son visibles el escudo de los Canónigos lateranenses, la Señal Real de Aragón y el blasón de la familia Capece Galeota, una de las familias aristocráticas napolitanas que financiaron la restauración. En la portada está grabado: UNA EX SEPTEM.

## Interior

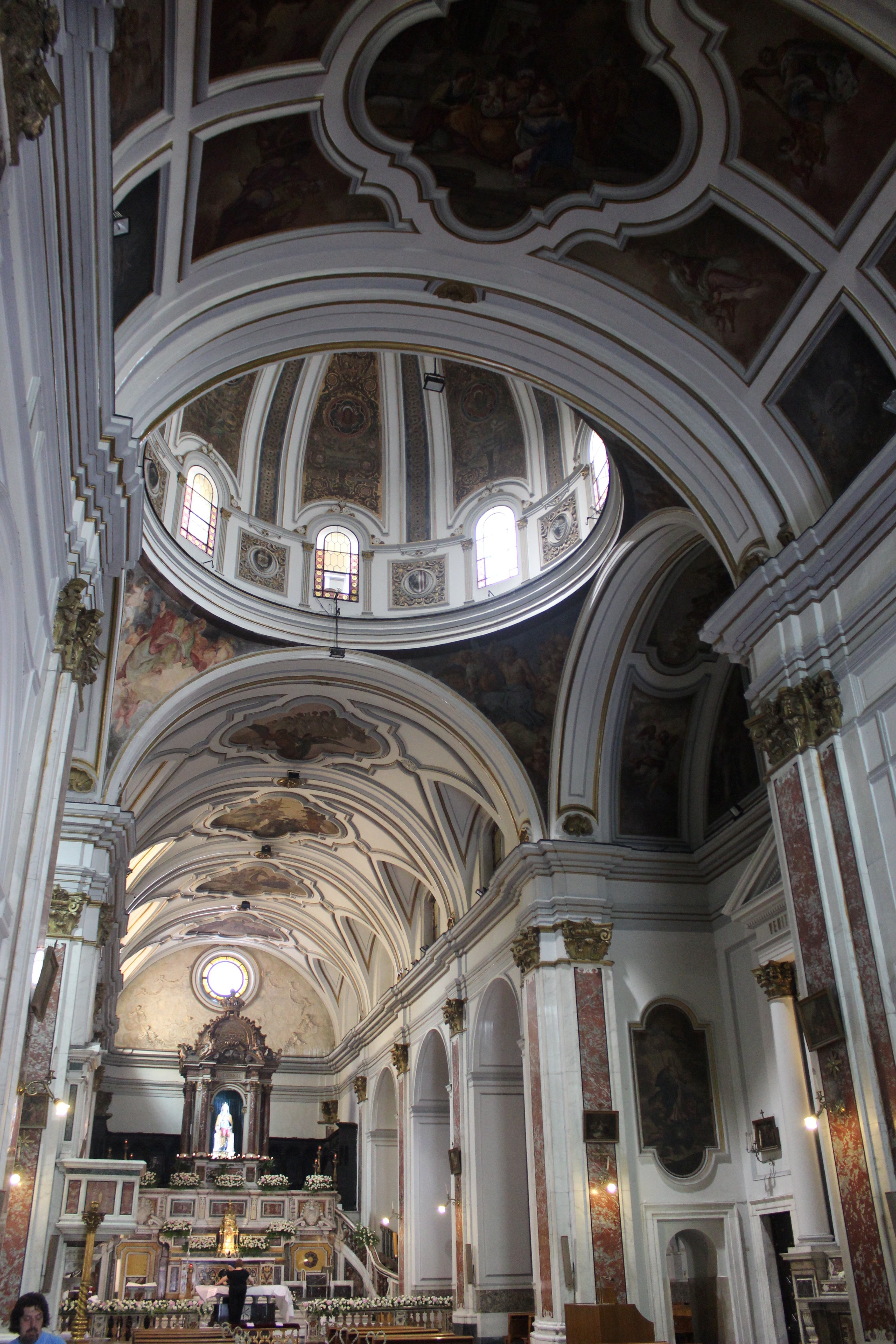
Interior de la iglesia.

El interior, con planta de cruz griega y nave única, es enriquecido por cúpulas decoradas por Eugenio Cisterna. En la rectoría están un exvoto de Edoardo Dalbono ofrecido por el artista debido a la sanación de su esposa y otros lienzos atribuidos a Francesco Solimena, Mattia Preti y Salvator Rosa.
La bóveda fue pintada al fresco por Gaetano Gigante (alumno de Giacinto Diano y padre de Giacinto Gigante). Después de entrar por la portada, a la derecha hay una inscripción en recuerdo de la histórica visita de papa Pío IX el 15 de septiembre de 1849, en cambio a la derecha se encuentra el baptisterio con la pintura Madonna di Piedigrotta con i santi Biagio, Ubaldo e Gennaro de Fabrizio Santafede y, a sus lados, Visitazione y Offerta di Maria al Tempio de Francesco Capobianco.

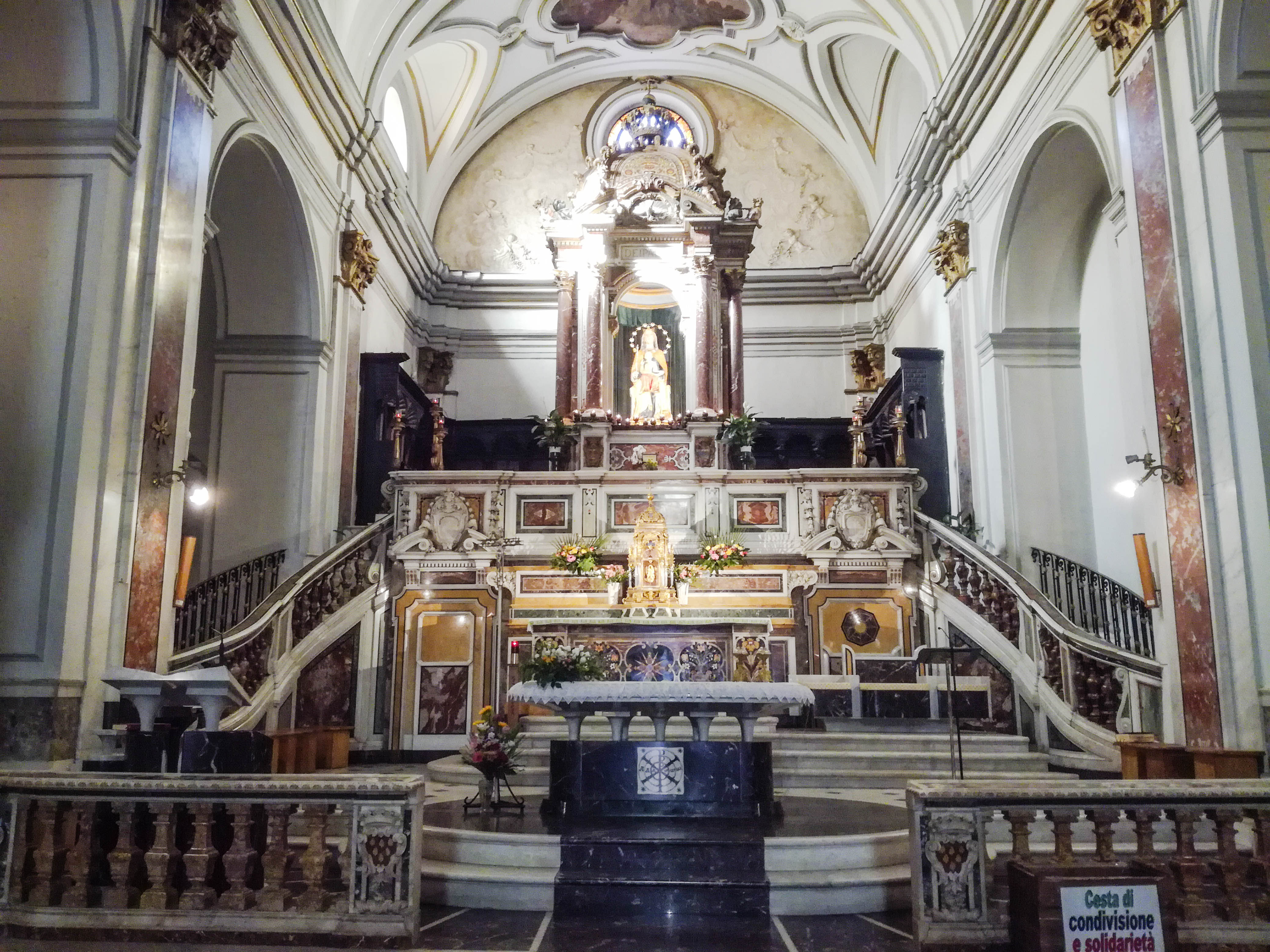
En el altar mayor, el baldaquino con la imagen de la Virgen de Piedigrotta.

En el altar mayor está la estatua de madera pintada de la Virgen de Piedigrotta, del taller de Tino di Camaino (1339) adornada en 1802 con dos corona de plata, y el tabernáculo de Pier Paolo Farinelli. Detrás del altar se sitúa un coro de madera (1525) con doce estatuas de apóstolos y, bajo el ventanal central, con el tabardo de la Virgen, puesto en una vitrina después de la última restauración en los años 1960.
En el transepto, el retablo en el altar alberga la pintura Calvario y, a sus lados, Gesù Risorto y Maddalena.

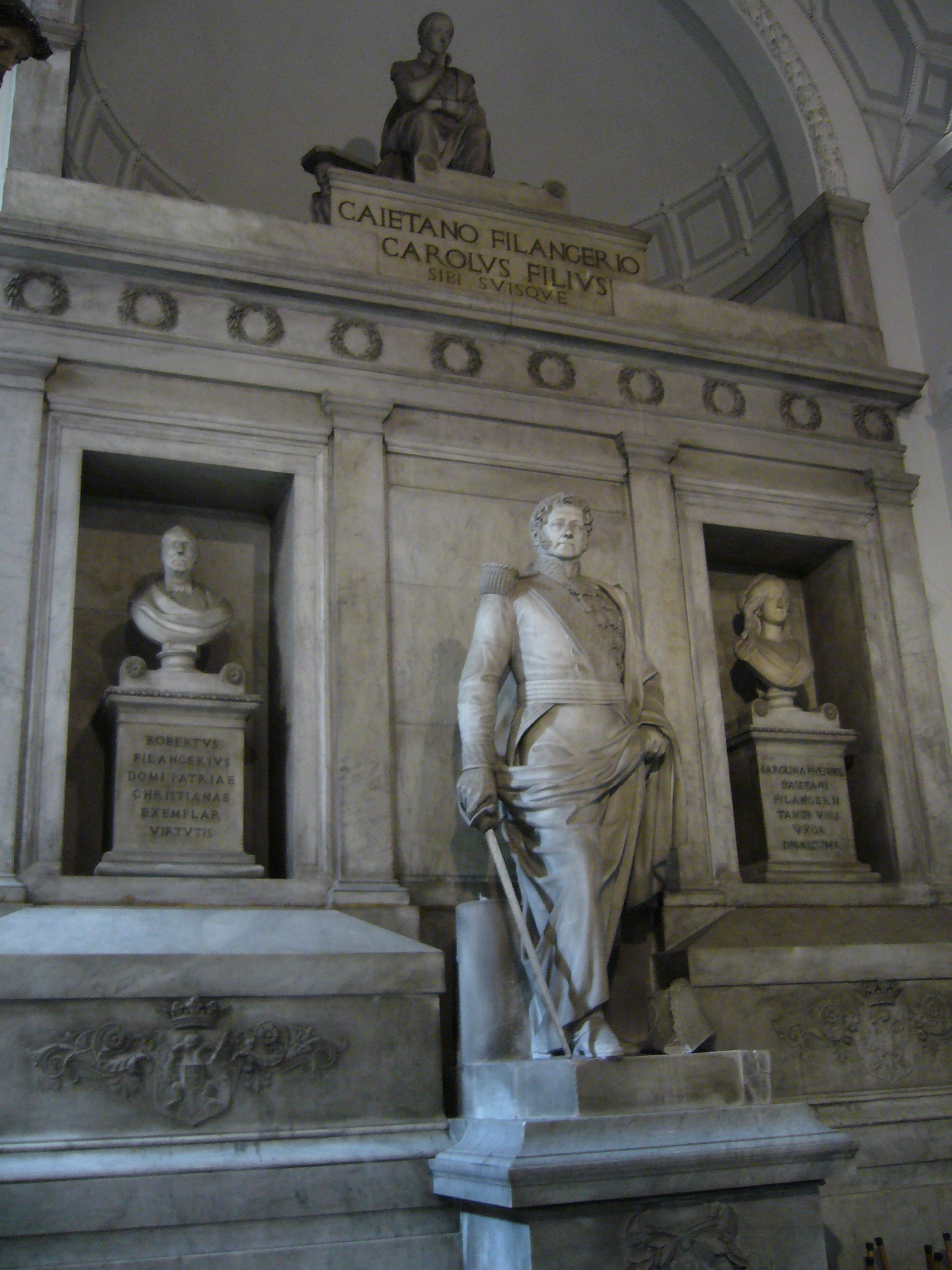
Capilla Filangieri.

En la capillas de la iglesia se pueden admirar numerosos lienzos: en la capilla dedicada a la Virgen del Rosario de Pompeya, Crocifissione, Pietà con Antonio da Padova de Wenzel Cobergher y Madonna del Latte; en la capilla de San Agustín, Morte di Sant'Agostino de Giuseppe Mancinelli y, a sus lados, Sposalizio della Vergine de Paolo Domenico Finoglia y Cristo Risorto appare alla Vergine de Fabrizio Santafede; en la capilla de San Lázaro, SS. Trinità con la Madonna e gli Angeli, Evangelisti, Guarigione dell'ossesso y Resurrezione del fanciullo di Naim, de Belisario Corenzio. Las capillas de la familia Filangieri, cerradas por una verja de hierro forjado con la cresta de la familia, albergan los monumentos a Gaetano Filangieri y a su hijo Carlo, obra de Nicola Renda.
Otros lienzos y valiosos objetos se encuentran en la sacristía.
En la iglesia fue enterrado Claudio Gonzaga (†1586), hijo de Luigi Gonzaga (†1549), de la familia Gonzaga di Palazzolo.

## Fiesta de Piedigrotta

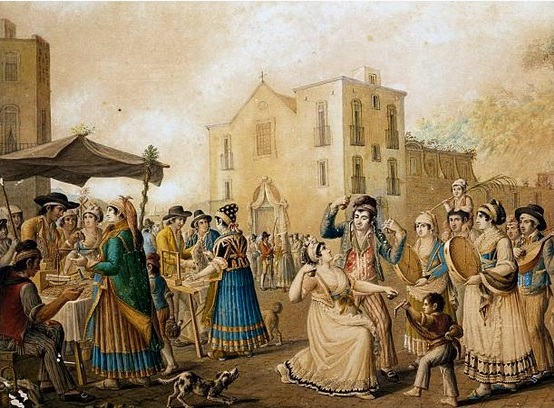
Fiestas de Piedigrotta, ca. 1813.

Su fiesta, una de las más antiguas y populares de Nápoles, es el 8 de septiembre, día de la Natividad de María. Se celebraba con la mayor solemnidad, con la presencia de los virreyes en tiempos del dominio español. También se hacían grandes fiestas el 5 de octubre, festividad del Rosario, cuando se conmemoraba la victoria de Lepanto (Don Juan de Austria había rezado en esta iglesia en agosto y, tras derrotar a los otomanos, regresó en octubre de 1531 para agradecer la protección de la Virgen de Piedigrotta). Estas fiestas de Piedigrotta fueron muy populares. Dentro de ellas, en el siglo XIX, se organizó un concurso de canciones napolitanas que fue importantísimo para la definición, creación y popularización del género.